# ورزش‌های ساختگی نیک میسن
«ورزش‌های ساختگی نیک میسن» (به انگلیسی: Nick Mason's Fictitious Sports) آلبومی از هنرمند اهل بریتانیا نیک میسن است که در سال ۱۹۸۱ میلادی منتشر شد.